# Carme Ruscalleda i Serra
Carme Ruscalleda i Serra (Sant Pol de Mar, Maresme, 8 de maig de 1952) és una cuinera catalana propietària, amb el seu marit Antoni Balam, del Restaurant Sant Pau de Sant Pol de Mar (tancat a l'octubre del 2018) i del Restaurant Sant Pau a Tòquio (Japó). El restaurant català comptava amb tres estrelles de la Guia Michelin a la labor de la cuina del restaurant i l'obert al Japó en va obtenir dues (tancat al setembre del 2023) Posteriorment ha iniciat Cuina Estudi, un projecte experimental en gastronomia.
Al 2009 obrí el restaurant Moments a l'hotel Mandarin Oriental de Barcelona, dirigit pel seu fill Raül Balam, que el 2012 obtingué dues estrelles Michelin.

## Biografia
Va néixer al si d'una família pagesa i comerciant i va estudiar Comerç Mercantil. Es va incorporar al negoci familiar (una xarcuteria) on va afegir una secció de plats per emportar que ella mateixa cuinava.
És una de les cuineres més innovadores i s'ha convertit en la primera xef catalana en aconseguir tres estrelles Michelin (el 2006 va aconseguir les tres estrelles en l'edició espanyola). Autodidacta i avantguardista, però sempre a prop de la tradició culinària catalana. El 1988 obre amb el seu marit, Toni Balam, el Restaurant Sant Pau de Sant Pol de Mar, i el 2004 el restaurant de Tòquio, que ja compta amb dues estrelles Michelin. La seva cuina es basa sobretot en la cuina tradicional catalana, a la que aporta un toc diferent o original; hi destaquen els seus plats de peix.

## Publicacions
Ha escrit el llibre Cuinar per ser feliç, que ha estat traduït a diverses llengües, i altres llibres de receptes per a cuines professionals i no professionals.
- Deu anys de cuina al Sant Pau (1998)
- Del plat a la vida (2000)
- Cuinar per ser feliç (2001)
- Un any amb Carme Ruscalleda (2004)
- Cuina a casa (2005)
- La cuina més fàcil i moderna (2006)
- Carme Ruscalleda's Mediterranean cuisine (2007)

## Reconeixements
El 2010 va participar en el programa El Convidat amb Albert Om.
L'any 2012 va ser nomenada per l'Ajuntament de Sant Pol de Mar filla predilecta de la vila.
El 2013 fou guardonada amb la Medalla d'Honor del Parlament de Catalunya.
El 2019 li fou atorgat el Premi Nacional de Cultura com a "veritable ambaixadora de la cuina catalana arreu del món".
El juliol 2023 fou investida doctora honoris causa per la Universitat de Barcelona.
El 2025 fou inclosa a la llista Forbes de les 100 dones més influents de Catalunya.

## Guardons

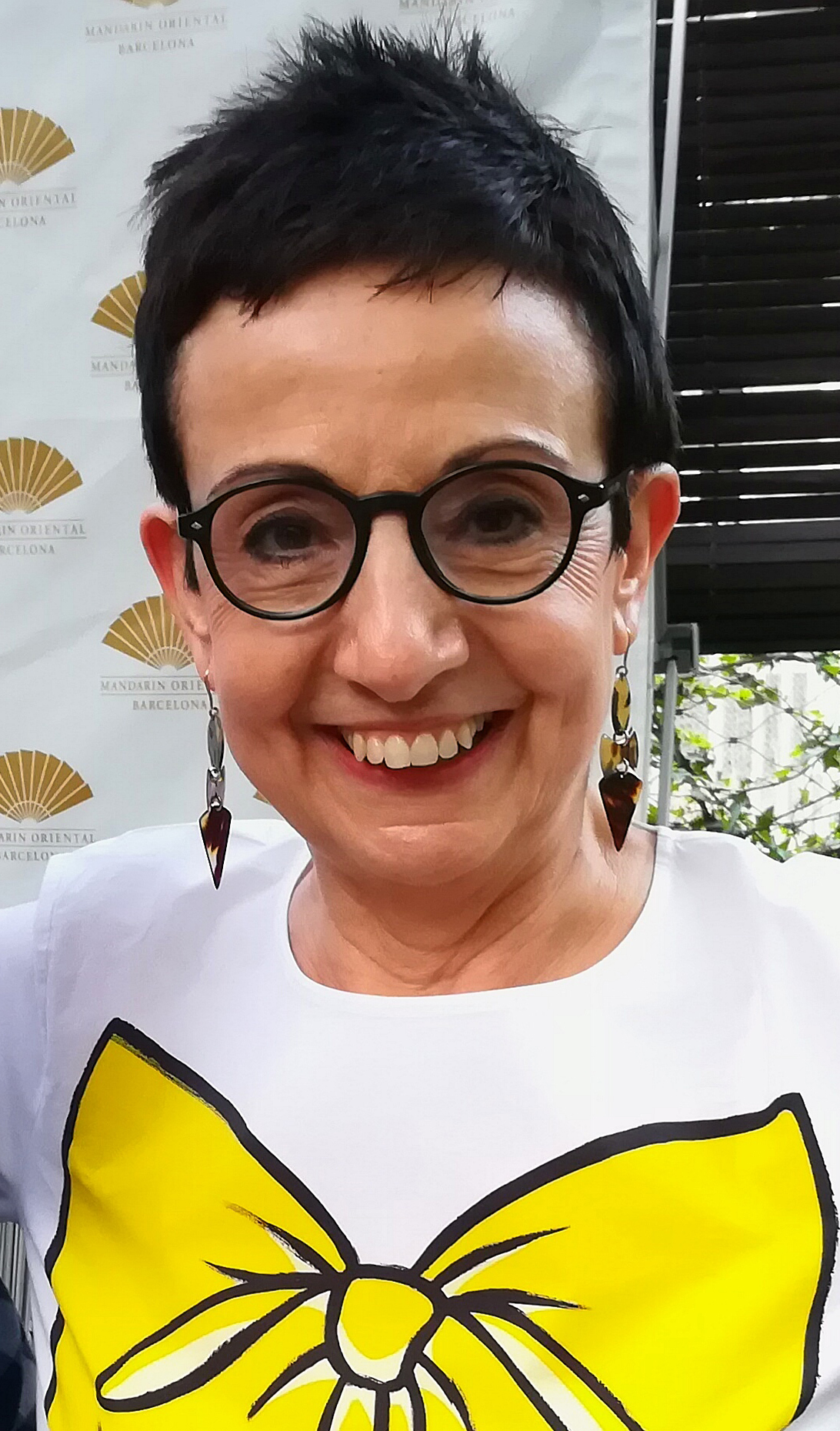
Carme Ruscalleda, el Sant Jordi de 2018

- Medalla al Mèrit Cívic, atorgada per Obra del Ballet Popular
- Premi Nacional de Gastronomia 1998
- Premi Sánchez Cotán, per l'Academia Española de Gastronomía a la millor carta de restaurant
- 1r Premi Davidoff a l'Excel·lència en l'Hosteleria
- Premis Nadal de Gastronomia: Restaurant de l'Any
- Premi Millor Cuiner
- Premi Cuiner d'Or
- Premi Cocinero del año
- Premis Gourmetour 2004
- Creu de Sant Jordi 2004[9]
- Premi Nacional de Cultura (2019)[7]
- Doctora honoris causa per la Universitat de Barcelona.[10]